# 23270 Келлерман
23270 Келлерман (23270 Kellerman) — астероїд головного поясу, відкритий 30 грудня 2000 року.
Тіссеранів параметр щодо Юпітера — 3,466.